# Jack Morrell (historien)
Jack B. Morrell, né en 1933, est historien des sciences à l'Université de Leeds. 

## Biographie
Entre 1964 et 1994, il est lecteur puis chargé de cours en histoire des sciences à l'Université de Bradford. Il est également professeur invité à l'Université de Pennsylvanie (1970), boursier surnuméraire au Brasenose College d'Oxford (1987) et boursier émérite Leverhulme (1995-1997). Entre 1978 et 1982, il est vice-président puis président de la British Society for the History of Science. Depuis 1984, il est membre de la Royal Historical Society.
Il a écrit cinq livres et travaille sur les relations entre les professionnels et les amateurs travaillant dans le Yorkshire au début du XXe siècle sur la géologie du comté. Ses principaux intérêts de recherche sont la Science britannique, entre 1760 et 1939, l'Histoire des institutions scientifiques et l'Histoire de la géologie.
Il reçoit la médaille Sue Tyler Friedman 2007 pour son travail dans l'histoire de la géologie .

## Publications
- John Phillips et les affaires de la science victorienne (Aldershot : Ashgate, 2005).
- 15 articles dans l' Oxford Dictionary of National Biography (Oxford : OUP, 2004).
- Science à Oxford, 1914–1939: Transformer une université des arts (Oxford: Clarendon Press, 1997).
- Science, culture et politique en Grande-Bretagne, 1750–1870 (Aldershot: Ashgate, 1997).
- (éd. avec AW Thackray) Gentlemen of Science: Early Correspondence of the British Association for the Advancement of Science , Royal Historical Society, Camden Series, vol. 30 (Londres : Royal Historical Society, 1984).
- (éd. Avec I. Inkster) Metropolis and Province: Science in British Culture, 1780–1850 (Londres: Hutchinson, 1983).
- (avec AW Thackray) Gentlemen of Science: Early Years of the British Association for the Advancement of Science (Oxford: Clarendon Press, 1981).